# Johan van Lieshout
Johan van Lieshout (ur. 8 marca 1969) – holenderski lekkoatleta, który specjalizował się w rzucie oszczepem.
Był dwunasty na mistrzostwach Europy juniorów w 1987, a rok później uplasował się na szóstym miejscu juniorskich mistrzostw globu. W 1990 zajął dwunaste miejsce w mistrzostwach Europy. Reprezentował swój kraj w pucharze Europy, w latach 1992–1999 osiem razy zdobył złoty medal mistrzostw Holandii. 
Rekord życiowy: 80,51 (6 czerwca 1999, Lahti). Wynik ten jest byłym rekordem Holandii.

## Osiągnięcia
| Rok  | Zawody                      | Miejsce         | Pozycja     | Wynik |
| ---- | --------------------------- | --------------- | ----------- | ----- |
| 1987 | Mistrzostwa Europy juniorów | Birmingham      | 12. miejsce | 64,02 |
| 1988 | Mistrzostwa świata juniorów | Greater Sudbury | 6. miejsce  | 68,68 |
| 1990 | Mistrzostwa Europy          | Split           | 12. miejsce | 75,52 |
| 1996 | II liga pucharu Europy      | Oordegem        | 1. miejsce  | 74,36 |
| 1999 | I liga pucharu Europy       | Lahti           | 3. miejsce  | 80,51 |